# Hermippus septemguttatus
Hermippus septemguttatus är en spindelart som beskrevs av Lawrence 1942. Hermippus septemguttatus ingår i släktet Hermippus och familjen Zodariidae. Inga underarter finns listade i Catalogue of Life.